# Sydney International (singolare femminile)
Questo è un elenco delle finali del singolare femminile del Sydney International. L'australiana Margaret Court detiene il record di vittorie con 9 trofei.
| Anno       | Categoria     | Vincitrice                  | Finalista                 | Punteggio        |
| ---------- | ------------- | --------------------------- | ------------------------- | ---------------- |
| 1885       | WTA Tour      | Annie Lamb                  | Gordon                    | 6–5, 6–4         |
| 1886       | WTA Tour      | C. Greene                   | Annie Lamb                | 6–2              |
| 1887       | WTA Tour      | EM Mayne                    | C. Greene                 | 8–6, 6–4         |
| 1888       | WTA Tour      | Lillian Scott               | Ellen Montgomerie Mayne   | 8–6, 6–4         |
| 1889       | WTA Tour      | Ellen Montgomerie Mayne (1) | Ellen Blaxland            | 6–3, 5–7, 6–4    |
| 1890       | WTA Tour      | Ellen Montgomerie Mayne (2) | Zilla Scott               | 8–6, 6–1         |
| 1891       | WTA Tour      | S. Dransfield               | Ellen Blaxland            | 3–6, 6–1, 6–3    |
| 1892       | WTA Tour      | Mabel Shaw (1)              | Mary Dransfield           | 7–5, 3–6, 6–4    |
| 1893       | WTA Tour      | Ellen Montgomerie Mayne (3) | Mabel Shaw                | 6–0, 6–0         |
| 1894       | WTA Tour      | M. Dransfield               | Mabel Shaw                | abbandono        |
| 1895       | WTA Tour      | Mabel Shaw (2)              | S. Dransfield             | 6–3, 2–6, 6–3    |
| 1896       | WTA Tour      | Kate Nunneley               | Mabel Shaw                | 6–2, 6–0         |
| 1897       | WTA Tour      | Phoebe Howitt (1)           | Kate Nunneley             | 6–3, 3–6, 6–4    |
| 1898       | WTA Tour      | Phoebe Howitt (2)           | Mary Dransfield           | 6–1, 6–1         |
| 1899       | WTA Tour      | Phoebe Howitt (3)           | Rose Payton               | 3–6, 10–8, 7–5   |
| 1900       | WTA Tour      | Rose Payton (1)             | Phoebe Howitt             | 6–1, 6–1         |
| 1901       | WTA Tour      | Rose Payton (2)             | Mary Dransfield           | 6–2, ritiro      |
| 1902       | WTA Tour      | Rose Payton (3)             | Mary Dransfield           | 6–1, 6–2         |
| 1903       | WTA Tour      | Rose Payton (4)             | Mrs. Beatty               | 6–1, 6–0         |
| 1904       | WTA Tour      | Rose Payton (5)             | Lee                       | 6–1, 6–2         |
| 1905       | Non disputato | Non disputato               | Non disputato             | Non disputato    |
| 1906       | WTA Tour      | Annie K. Baker Ford (1)     | Gardiner                  | 6–2, 6–1         |
| 1907       | WTA Tour      | Rose Payton (6)             | D. Gordon                 | 6–2, 6–0         |
| 1907       | WTA Tour      | Rose Payton (7)             | D. Gordon                 | 6–2, 6–0         |
| 1908       | WTA Tour      | Annie K. Baker Ford (2)     | Collings                  | 6–2, 6–2         |
| 1909       | WTA Tour      | Lucy Powdrell               | Kate Nunneley             | 8–6, 6–3         |
| 1910       | WTA Tour      | Lily Addison                | Phillis Stewart           | 6–0, 3–6, 6–2    |
| 1911       | WTA Tour      | Phillis Stewart (1)         | Collings                  | 6–0, 6–3         |
| 1912       | WTA Tour      | Annie K. Baker Ford (3)     | Phillis Stewart           | Walkover         |
| 1913       | WTA Tour      | Phillis Stewart (1)         | Annie K. Baker Ford       | 6–2, 6–1         |
| 1914       | WTA Tour      | Phillis Stewart (2)         | Annie K. Baker Ford       | 6–1, 6–0         |
| 1915       | WTA Tour      | Phillis Stewart (3)         | Annie K. Baker Ford       | 6–4, 6–2         |
| 1916       | WTA Tour      | Annie K. Baker Ford (4)     |                           |                  |
| 1917       | WTA Tour      | Annie K. Baker Ford (5)     |                           |                  |
| 1918       | WTA Tour      | Annie K. Baker Ford (6)     |                           |                  |
| 1919       | WTA Tour      | Margaret Molesworth (1)     | Annie K. Baker Ford       | 2–6, 6–4, 6–1    |
| 1920       | WTA Tour      | Annie Halley                | Annie K. Baker Ford       | 6–4, 6–3         |
| 1921       | WTA Tour      | Margaret Molesworth (2)     | Sylvia Lance Harper       | 6–2, 6–4         |
| 1922       | WTA Tour      | Nancy Curtis                | Margaret Molesworth       | 10–8, 5–7, 7–5   |
| 1923       | WTA Tour      | Esna Boyd Robertson (1)     | Margaret Molesworth       | 4–6, 6–2, 6–4    |
| 1924       | WTA Tour      | Sylvia Lance Harper (1)     | Margaret Molesworth       | 6–2, 8–6         |
| 1925       | WTA Tour      | Marjorie Cox Crawford (1)   | Annie Martin              | 7–5, 6–1         |
| 1926       | WTA Tour      | Esna Boyd Robertson (2)     | Daphne Akhurst            | 3–6, 6–3, 6–0    |
| 1927       | WTA Tour      | Esna Boyd Robertson (3)     | Daphne Akhurst            | 3–6, 6–3, 6–2    |
| 1928       | WTA Tour      | Sylvia Lance Harper (2)     | Marjorie Cox Crawford     | 6–4, 6–4         |
| 1929       | WTA Tour      | Daphne Akhurst              | Kathrine Le Mesurier      | 6–2, 6–2         |
| 1930       | WTA Tour      | Louise Bickerton            | Emily Hood Westacott      | 6–3, 6–4         |
| 1931       | WTA Tour      | Marjorie Cox Crawford (2)   | Ula Valkenburg            | 7–5, 6–2         |
| 1932 (1)   | WTA Tour      | Frances Hoddle-Wrigley      | Kath Le Mesurier          | 6–3, 8–6         |
| 1932 (2)   | WTA Tour      | Marjorie Cox Crawford (3)   | Joan Hartigan             | 4–6, 6–4, 6–4    |
| 1933       | WTA Tour      | Joan Hartigan               | Louise Bickerton          | 6–4, 6–2         |
| 1934       | WTA Tour      | Dorothy Round               | Emily Hood Westacott      | 6–2, 6–0         |
| 1935       | WTA Tour      | Thelma Coyne Long (1)       | Joan Hartigan             | 6–2, 6–0         |
| 1936       | WTA Tour      | Nancye Wynne Bolton (1)     | Nell Hall Hopman          | 4–6, 6–4, 6–1    |
| 1937       | WTA Tour      | Nancye Wynne Bolton (2)     | Thelma Coyne Long         | 6–3, 7–5         |
| 1938       | WTA Tour      | Thelma Coyne Long (2)       | Joan Hartigan             | 6–2, 6–2         |
| 1939       | WTA Tour      | Nancye Wynne Bolton (3)     | Thelma Coyne Long         | 8–6, 6–3         |
| 1940       | WTA Tour      | Thelma Coyne Long (3)       | Vivienne Berg             | 6–3, 6–1         |
| 1941- 1944 | Non disputato | Non disputato               | Non disputato             | Non disputato    |
| 1945       | WTA Tour      | Nancye Wynne Bolton (4)     | Nell Hall Hopman          | 6–3, 6–3         |
| 1946       | WTA Tour      | Nancye Wynne Bolton (5)     | Thelma Coyne Long         | 6–3, 4–6, 6–1    |
| 1947       | WTA Tour      | Nancye Wynne Bolton (6)     | Marie Toomey              | 6–2, 6–1         |
| 1948       | WTA Tour      | Darlene Hard                | Joyce Fitch Rymer         | 1–6, 6–4, 6–2    |
| 1949       | WTA Tour      | Joyce Fitch Rymer           | Nancye Wynne Bolton       | 4–6, 7–5, 7–5    |
| 1950       | WTA Tour      | Nancye Wynne Bolton (7)     | Esme Ashford              | 6–3, 6–2         |
| 1951       | WTA Tour      | Thelma Coyne Long (4)       | Mary Bevis Hawton         | 6–2, 6–2         |
| 1952       | WTA Tour      | Maureen Connolly Brinker    | Julia Sampson             | 6–3, 6–2         |
| 1953       | WTA Tour      | Thelma Coyne Long (5)       | Mary Bevis Hawton         | 6–1, 8–6         |
| 1954       | WTA Tour      | Beryl Penrose Collier       | Jenny Staley Hoad         | 6–0, 1–6, 6–3    |
| 1955       | WTA Tour      | Mary Bevis Hawton           | Mary Carter Reitano       | 9–7, 9–7         |
| 1956       | WTA Tour      | Althea Gibson               | Shirley Fry               | 10–8, 6–2        |
| 1957       | WTA Tour      | Lorraine Coghlan Robinson   | Angela Mortimer           | 6–4, 10–8        |
| 1958       | WTA Tour      | Renee Schuurman Haygarth    | Jan Lehane O'Neill        | 6–2, 4–6, 6–4    |
| 1959       | WTA Tour      | Jan Lehane O'Neill (1)      | Mary Carter Reitano       | 6–3, 3–6, 6–2    |
| 1960       | WTA Tour      | Jan Lehane O'Neill (2)      | Margaret Court            | 6–1, 6–3         |
| 1961       | WTA Tour      | Margaret Court (1)          | Darlene Hard              | 6–2, 6–1         |
| 1962       | WTA Tour      | Margaret Court (2)          | Lesley Turner Bowrey      | 8–6, 6–2         |
| 1963       | WTA Tour      | Margaret Court (3)          | Judy Tegart Dalton        | 6–1, 6–3         |
| 1964       | WTA Tour      | Margaret Court (4)          | Billie-Jean King          | 6–4, 6–3         |
| 1965       | WTA Tour      | Margaret Court (5)          | Nancy Richey              | 6–2, 6–2         |
| 1966       | WTA Tour      | Lesley Turner Bowrey        | Kerry Reid                | 6–8, 9–7, 6–3    |
| 1967       | WTA Tour      | Judy Tegart Dalton          | Margaret Court            | walkover         |
| 1968       | Non disputato | Non disputato               | Non disputato             | Non disputato    |
| 1969       | WTA Tour      | Margaret Court (6)          | Rosemary Casals           | 6–1, 6–2         |
| 1970       | WTA Tour      | Billie-Jean King            | Margaret Court            | 6–2, 4–6, 6–3    |
| 1971       | WTA Tour      | Margaret Smith Court (7)    | Ol'ga Vasil'evna Morozova | 6–2, 6–2         |
| 1972 (1)   | WTA Tour      | Evonne Goolagong Cawley (1) | Virginia Wade             | 6–1, 7–6         |
| 1972 (2)   | WTA Tour      | Margaret Smith Court (8)    | Evonne Goolagong Cawley   | 6–3, 6–2         |
| 1973       | WTA Tour      | Margaret Court (9)          | Evonne Goolagong Cawley   | 4–6, 6–3, 10–8   |
| 1974 (1)   | WTA Tour      | Karen Krantzcke             | Evonne Goolagong Cawley   | 6–2, 6–3         |
| 1974 (2)   | WTA Tour      | Evonne Goolagong Cawley (2) | Margaret Smith Court      | 6–3, 7–5         |
| 1975       | WTA Tour      | Evonne Goolagong Cawley (3) | Sue Barker                | 6–2, 6–4         |
| 1976       | WTA Tour      | Kerry Reid                  | Dianne Fromholtz          | 3–6, 6–3, 6–2    |
| 1977       | WTA Tour      | Evonne Goolagong (4)        | Sue Barker                | 6–2, 6–3         |
| 1978       | WTA Tour      | Dianne Fromholtz Balestrat  | Wendy Turnbull            | 6–2, 7–5         |
| 1979       | WTA Tour      | Hana Mandlíková             | Bettina Bunge             | 6–3, 3–6, 6–3    |
| 1980       | WTA Tour      | Wendy Turnbull              | Pam Shriver               | 3–6, 6–4, 7–6    |
| 1981       | WTA Tour      | Chris Evert                 | Martina Navrátilová       | 6–4, 2–6, 6–1    |
| 1982       | WTA Tour      | Martina Navrátilová (1)     | Evonne Goolagong Cawley   | 6–0, 3–6, 6–1    |
| 1983       | WTA Tour      | Jo Durie                    | Kathy Jordan              | 6–3, 7–5         |
| 1984       | WTA Tour      | Martina Navrátilová (2)     | Ann Henricksson           | 6–1, 6–1         |
| 1985       | WTA Tour      | Martina Navrátilová (3)     | Hana Mandlíková           | 3–6, 6–1, 6–2    |
| 1986       | Non disputato | Non disputato               | Non disputato             | Non disputato    |
| 1987       | WTA Tour      | Zina Garrison               | Pam Shriver               | 6–2, 6–4         |
| 1988       | WTA Tour      | Pam Shriver                 | Helena Suková             | 6–2, 6–3         |
| 1989       | WTA Tour      | Martina Navrátilová (4)     | Catarina Lindqvist        | 6–2, 6–4         |
| 1990       | Tier III      | Nataša Zvereva              | Barbara Paulus            | 4–6, 6–1, 6–3    |
| 1991       | Tier III      | Jana Novotná                | Arantxa Sánchez Vicario   | 6–4, 6–2         |
| 1992       | Tier III      | Gabriela Sabatini (1)       | Arantxa Sánchez Vicario   | 6–1, 6–1         |
| 1993       | Tier II       | Jennifer Capriati           | Anke Huber                | 6–1, 6–4         |
| 1994       | Tier II       | Kimiko Date                 | Mary Joe Fernández        | 6–4, 6–2         |
| 1995       | Tier II       | Gabriela Sabatini (2)       | Lindsay Davenport         | 6–3, 6–4         |
| 1996       | Tier II       | Monica Seles                | Lindsay Davenport         | 4–6, 7–6(7), 6–3 |
| 1997       | Tier II       | Martina Hingis (1)          | Jennifer Capriati         | 6–1, 5–7, 6–1    |
| 1998       | Tier II       | Arantxa Sánchez Vicario     | Venus Williams            | 6–1, 6–3         |
| 1999       | Tier II       | Lindsay Davenport           | Martina Hingis            | 6–4, 6–3         |
| 2000       | Tier II       | Amélie Mauresmo             | Lindsay Davenport         | 7–6(2), 6–4      |
| 2001       | Tier II       | Martina Hingis (2)          | Lindsay Davenport         | 6–3, 4–6, 7–5    |
| 2002       | Tier II       | Martina Hingis (3)          | Meghann Shaughnessy       | 6–2, 6–3         |
| 2003       | Tier II       | Kim Clijsters (1)           | Lindsay Davenport         | 6–4, 6–3         |
| 2004       | Tier II       | Justine Henin (1)           | Amélie Mauresmo           | 6–4, 6–4         |
| 2005       | Tier II       | Alicia Molik                | Samantha Stosur           | 6(5)–7, 6–4, 7–5 |
| 2006       | Tier II       | Justine Henin (2)           | Francesca Schiavone       | 4–6, 7–5, 7–5    |
| 2007       | Tier II       | Kim Clijsters (2)           | Jelena Janković           | 4–6, 7–6(1), 6–4 |
| 2008       | Tier II       | Justine Henin (3)           | Svetlana Kuznecova        | 4–6, 6–2, 6–4    |
| 2009       | Premier       | Elena Dement'eva (1)        | Dinara Safina             | 6–3, 2–6, 6–1    |
| 2010       | Premier       | Elena Dement'eva (2)        | Serena Williams           | 6–3, 6–2         |
| 2011       | Premier       | Li Na                       | Kim Clijsters             | 7–6(3), 6–3      |
| 2012       | Premier       | Viktoryja Azaranka          | Li Na                     | 6–2, 1–6, 6–3    |
| 2013       | Premier       | Agnieszka Radwańska         | Dominika Cibulková        | 6–0, 6–0         |
| 2014       | Premier       | Cvetana Pironkova           | Angelique Kerber          | 6–4, 6–4         |
| 2015       | Premier       | Petra Kvitová (1)           | Karolína Plíšková         | 7–6(5), 7–6(6)   |
| 2016       | Premier       | Svetlana Kuznecova          | Mónica Puig               | 6–0, 6–2         |
| 2017       | Premier       | Johanna Konta               | Agnieszka Radwańska       | 6–4, 6–2         |
| 2018       | Premier       | Angelique Kerber            | Ashleigh Barty            | 6–4, 6–4         |
| 2019       | Premier       | Petra Kvitová (2)           | Ashleigh Barty            | 1–6, 7–5, 7–6(3) |
| 2020- 2021 | Non disputato | Non disputato               | Non disputato             | Non disputato    |
| 2022       | WTA 500       | Paula Badosa                | Barbora Krejčíková        | 6–3, 4–6, 7–6(4) |